# Lijst van afkortingen van chemische stoffen
Dit artikel geeft een lijst van afkortingen van chemische stoffen, waaronder reagentia die voornamelijk in de organische chemie gebruikt worden, diverse oplosmiddelen en liganden.

## 0-9
| Afkorting | Reagens                    | Toepassing(en) |
| --------- | -------------------------- | -------------- |
| 2-MeTHF   | 2-methyltetrahydrofuraan   | oplosmiddel    |
| 9-BBN     | 9-borabicyclo[3.3.1]nonaan | reductor       |

## A
| Afkorting | Stof                                      | Toepassing(en)         |
| --------- | ----------------------------------------- | ---------------------- |
| acac      | acetylacetonaat                           | ligand                 |
| ACC       | aminocyclopropaancarbonzuur               | organisch zuur         |
| ACES      | N-(2-aceetamido)-2-amino-ethaansulfonzuur | organisch zuur, buffer |
| ACN       | acetonitril                               | oplosmiddel            |
| AcOH      | azijnzuur                                 | organisch zuur         |
| ADA       | N-(2-acetamido)-iminodiazijnzuur          | organisch zuur         |
| AEEA      | 2-(2-amino-ethylamino-)ethanol            | base, ligand           |
| AIBN      | azobisisobutyronitril                     | radicalaire initiator  |
| Alloc-Cl  | allyloxycarbonylchloride                  | acylerend reagens      |

## B
| Afkorting | Stof                                                               | Toepassing(en)     |
| --------- | ------------------------------------------------------------------ | ------------------ |
| BAIB      | (diacetoxyjood)benzeen                                             | oxidator           |
| bda       | benzylideenaceton                                                  |                    |
| BHA       | butylhydroxyanisol                                                 | antioxidant        |
| BHT       | butylhydroxytolueen                                                | antioxidant        |
| BINALH    | lithium-2,2'-dihydroxy-1,1'-binaftylethoxyaluminiumhydride         | reductor           |
| BINAM     | 2,2'-bis(difenylfosfinoamino)-1,1'-binaftyl                        | chiraal ligand     |
| BINAP     | 2,2'-bis(difenylfosfino)-1,1'-binaftyl                             | chiraal ligand     |
| BINOL     | 1,1'-bi-2-naftol                                                   | chiraal ligand     |
| BIPHEP    | 2,2'-bis(difenylfosfino)-1,1′-bifenyl                              | chiraal ligand     |
| bipy      | 2,2'-bipyridine                                                    | ligand             |
| BMS       | boraandimethylsulfide                                              | reductor           |
| Boc2O     | di-tert-butyldicarbonaat                                           | reagens            |
| BOMCl     | benzyloxymethylchloride                                            | alkylerend reagens |
| BOP       | (benzotriazol-1-yloxy)tris(dimethylamino)fosfoniumhexafluorfosfaat | koppelingsreagens  |
| BQ        | 1,4-benzochinon                                                    | oxidator           |
| BSA       | bis(trimethylsilyl)aceetamide                                      | reagens            |
| BTAF      | benzyltrimethylammoniumfluoride                                    | reagens            |
| BuLi      | meestal: n-butyllithium                                            | Base               |

## C
| Afkorting | Stof                                    | Toepassing(en)           |
| --------- | --------------------------------------- | ------------------------ |
| CAN       | ammoniumcerium(IV)nitraat               | oxidator                 |
| CAPS      | 3-(cyclohexylamino)-1-propaansulfonzuur | organisch zuur, buffer   |
| CDI       | carbonyldi-imidazool                    | reagens                  |
| CHES      | 2-(cyclohexylamino)-1-ethaansulfonzuur  | organisch zuur, buffer   |
| CMME      | chloormethoxymethaan                    | alkylerend reagens       |
| COD       | 1,5-cyclo-octadieen                     | ligand                   |
| COT       | cyclo-octatetraeen                      |                          |
| Cp        | cyclopentadienyl                        | ligand                   |
| Cp*       | pentamethylcyclopentadienyl             | ligand                   |
| CPTS      | 2,4,6-collidinium-p-tolueensulfonaat    | organisch zuur           |
| CSA       | kamfersulfonzuur                        | organisch zuur           |
| CSI       | chloorsulfonylisocyanaat                | reagens                  |
| CTAB      | cetrimoniumbromide                      | oppervlakte-actieve stof |
| CTP       | cyclohexylthioftaalimide                | reagens                  |

## D
| Afkorting     | Stof                                                             | Toepassing(en)           |
| ------------- | ---------------------------------------------------------------- | ------------------------ |
| DAA           | diacetonalcohol                                                  | oplosmiddel              |
| DABCO         | tri-ethyleendiamine                                              | base, ligand             |
| DAIB          | (2S)-3-exo-(dimethylamino)isoborneol                             | chiraal ligand           |
| DAP           | diallylftalaat                                                   | weekmaker                |
| DAST          | di-ethylaminozwaveltrifluoride                                   | fluoreringsreagens       |
| DBA           | dibenzylideenaceton                                              | ligand                   |
| DBBT          | dibutylboortrifluormethaansulfonaat                              | reagens                  |
| DBN           | 1,5-diazabicyclo[4.3.0]non-5-een                                 | organische base          |
| DBP           | dibutylftalaat                                                   | weekmaker                |
| DBU           | 1,8-diazabicyclo[5.4.0]undec-7-een                               | organische base          |
| DCA           | dichloorazijnzuur                                                | organisch zuur           |
| DCA           | 1,9-dicyanoantraceen                                             |                          |
| DCC           | N,N'-dicyclohexylcarbodi-imide                                   | reagens                  |
| DCE           | 1,2-dichloorethaan                                               | oplosmiddel              |
| DCHP          | dicyclohexylftalaat                                              | weekmaker                |
| DDQ           | 2,3-dichloor-5,6-dicyano-1,4-benzochinon                         | oxidator                 |
| DEAD          | di-ethylazodicarboxylaat                                         | reagens                  |
| DEP           | di-ethylftalaat                                                  | weekmaker                |
| DET           | di-ethyltartraat                                                 | reagens                  |
| DEZn          | di-ethylzink                                                     | reagens                  |
| DHP           | diheptylftalaat                                                  | weekmaker                |
| DHP           | 2,3-dihydropyraan                                                | reagens                  |
| DIA           | di-isopropylamine                                                | reagens, organische base |
| DIAD          | di-isopropylazodicarboxylaat                                     | reagens                  |
| DIBAL DIBAL-H | di-isobutylaluminiumhydride                                      | reductor                 |
| DIBK          | di-isobutylketon                                                 | oplosmiddel              |
| DIC           | N,N'-di-isopropylcarbodi-imide                                   | reagens                  |
| DIDP          | di-isodecylftalaat                                               | weekmaker                |
| DINCH         | di-isononyl-1,2-cyclohexaandicarboxylaat                         | weekmaker                |
| DIOP          | di-iso-octylftalaat                                              | weekmaker                |
| DIPA          | N,N-di-isopropylamino-ethanol                                    | reagens, organische base |
| DIPAMP        | ethaan-1,2-diylbis[(2-methoxyfenyl)fenylfosfaan]                 | ligand                   |
| DIP-Cl        | chloordi-isopinokamfeylboraan                                    | reductor                 |
| DIPE          | di-isopropylether                                                | oplosmiddel              |
| DIPPE         | 1,2-bis(di-isopropylfosfino-)ethaan                              | ligand                   |
| DMA(c)        | dimethylaceetamide                                               | oplosmiddel              |
| DMAD          | dimethylacetyleendicarboxylaat                                   | reagens                  |
| DMAP          | 4-dimethylaminopyridine                                          | nucleofiele katalysator  |
| DMDEE         | 2,2'-dimorfolinodi-ethylether                                    | katalysator              |
| DMDO          | dimethyldioxiraan                                                | oxidator                 |
| DME           | 1,2-dimethoxyethaan                                              | oplosmiddel              |
| DME           | dimethylether                                                    | drijfgas                 |
| DMF           | dimethylformamide                                                | oplosmiddel              |
| DMF           | dimethylfumaraat                                                 | antimycoticum            |
| DMF           | 2,5-dimethylfuraan                                               | biobrandstof             |
| DMFDMA        | dimethylformamidedimethylacetaal                                 | reagens                  |
| DMI           | 1,3-dimethyl-2-imidazolidinon                                    | oplosmiddel              |
| DMP           | dimethylftalaat                                                  | weekmaker                |
| DMP           | 2,2-dimethoxypropaan                                             | methylerend reagens      |
| DMP           | Dess-Martin-perjodinaan                                          | oxidator                 |
| DMPE          | 1,2-bis(dimethylfosfino-)ethaan                                  | ligand                   |
| DMPU          | 1,3-dimethyl-3,4,5,6-tetrahydro-2(1H)-pyrimidinon                | oplosmiddel              |
| DMS           | dimethylsulfide                                                  | reagens                  |
| DMSO          | dimethylsulfoxide                                                | oplosmiddel              |
| DMTSF         | dimethyl(methylthio)sulfoniumtetrafluorboraat                    | reagens                  |
| DNFB          | 2,4-dinitrofluorbenzeen                                          | reagens                  |
| DNPBA         | 2,4-dinitroperbenzoëzuur                                         | oxidator                 |
| DNPH          | 2,4-dinitrofenylhydrazine                                        | reagens                  |
| DPG           | dipropyleenglycol                                                | oplosmiddel              |
| DPGME         | 1-(2-methoxypropoxy)propaan-2-ol (dipropyleenglycol-methylether) | oplosmiddel              |
| DPPA          | difenylfosforylazide                                             | reagens                  |
| DPPB          | 1,4-bis(difenylfosfino)butaan                                    | ligand                   |
| DPPE          | 1,2-bis(difenylfosfino)ethaan                                    | ligand                   |
| DPPF          | 1,1'-bis(difenylfosfino)ferroceen                                | ligand                   |
| DPPM          | bis(difenylfosfano)methaan                                       | ligand                   |
| DPPP          | 1,3-bis(difenylfosfino)propaan                                   | ligand                   |
| DPS           | 2,2'-dipyridyldisulfide                                          | oxidator                 |
| DTBP          | di-tert-butylperoxide                                            | oxidator                 |

## E
| Afkorting | Stof                                                             | Toepassing(en) |
| --------- | ---------------------------------------------------------------- | -------------- |
| EAA       | ethylacetoacetaat                                                | reagens        |
| EDDA      | ethyleendiammoniumacetaat                                        | reagens        |
| EDTA      | ethyleendiaminetetra-azijnzuur                                   | ligand         |
| EGEE      | 2-ethoxyethanol                                                  | oplosmiddel    |
| EGME      | 2-methoxyethanol                                                 | oplosmiddel    |
| EGTA      | ethyleenglycol-bis(2-amino-ethylether)-N,N,N',N'-tetra-azijnzuur | ligand         |
| en        | ethyleendiamine                                                  | base, ligand   |
| EtOAc     | ethylacetaat                                                     | oplosmiddel    |

## F
| Afkorting | Stof                               | Toepassing(en) |
| --------- | ---------------------------------- | -------------- |
| Fmoc-Cl   | fluorenylmethyloxycarbonylchloride | reagens        |
| FOOF      | dizuurstofdifluoride               | oxidator       |

## H
| Afkorting | Stof                                                  | Toepassing(en)       |
| --------- | ----------------------------------------------------- | -------------------- |
| HEPES     | 4-(2-hydroxyethyl)-1-piperazine-ethaansulfonzuur      | buffer               |
| HEPPS     | 3-[4-(2-hydroxyethyl)-1-piperazinyl]propaansulfonzuur | buffer               |
| HMDS      | hexamethyldisilazaan                                  | reagens, oplosmiddel |
| HMPA      | hexamethylfosfortriamide                              | oplosmiddel          |
| HOBt      | 1-hydroxybenzotriazool                                | koppelingsreagens    |

## I
| Afkorting | Stof                    | Toepassing(en) |
| --------- | ----------------------- | -------------- |
| IBX       | 2-jodoxybenzoëzuur      | oxidator       |
| Ipc2BH    | di-isopinocamfeylboraan | reductor       |

## K
| Afkorting | Stof                           | Toepassing(en) |
| --------- | ------------------------------ | -------------- |
| KAPA      | kalium-3-aminopropylamide      | base           |
| KDA       | kaliumdi-isopropylamide        | base           |
| KHMDS     | kaliumbis(trimethylsilyl)amide | base           |
| KOtBu     | kalium-tert-butoxide           | base           |

## L
| Afkorting | Stof                               | Toepassing(en) |
| --------- | ---------------------------------- | -------------- |
| LAH       | lithiumaluminiumhydride            | reductor       |
| LDA       | lithiumdi-isopropylamide           | base           |
| LDEA      | lithiumdi-ethylamide               | base           |
| LICA      | lithium-N-isopropylcyclohexylamide | base           |
| LiHMDS    | lithiumbis(trimethylsilyl)amide    | base, ligand   |
| L(i)TMP   | lithiumtetramethylpiperidide       | base           |
| LTA       | lood(IV)acetaat                    | oxidator       |

## M
| Afkorting    | Stof                                         | Toepassing(en)         |
| ------------ | -------------------------------------------- | ---------------------- |
| MA           | maleïnezuuranhydride                         | monomeer               |
| MAA          | methylacetoacetaat                           | oplosmiddel            |
| mCPBA        | 3-chloorperoxybenzoëzuur                     | oxidator               |
| MeCN         | acetonitril                                  | oplosmiddel            |
| MEMCl        | (2-methoxyethoxy)methylchloride              | alkylerend reagens     |
| MES          | 2-(N-morfolino)ethaansulfonzuur              | organisch zuur, buffer |
| MIAK         | methylisoamylketon                           | oplosmiddel            |
| MIB          | (2S)-3-exo-(morfolino)isoborneol             | chiraal ligand         |
| MMS          | methylmethaansulfonaat                       | alkylerend reagens     |
| MOMCl        | methoxymethylchloride                        | alkylerend reagens     |
| MOPS         | 3-(N-morfolino)propaansulfonzuur             | organisch zuur, buffer |
| MPMCl        | 4-methoxybenzylchloride                      | alkylerend reagens     |
| MSA          | methaansulfonzuur                            | organisch zuur         |
| MSH          | O-(mesityleensulfonyl)hydroxylamine          | amineringsreagens      |
| MTBD         | 7-methyl-1,5,7-triazabicyclo[4.4.0]dec-5-een | organische base        |
| MTMCl        | methylthiomethylchloride                     | alkylerend reagens     |
| MTPA MTPA-OH | methoxy(trifluoromethyl)fenylazijnzuur       | organisch zuur         |
| MVK          | methylvinylketon                             | alkylerend reagens     |

## N
| Afkorting | Stof                           | Toepassing(en) |
| --------- | ------------------------------ | -------------- |
| NaDMSO    | natriummethylsulfinylmethylide | base           |
| NBA       | N-broomaceetamide              | reagens        |
| NBS       | N-broomsuccinimide             | reagens        |
| nBuLi     | n-butyllithium                 | Base           |
| NCS       | N-chloorsuccinimide            | reagens        |
| NDA       | natriumdi-isopropylamide       | base           |
| NIS       | N-joodsuccinimide              | reagens        |
| NMF       | N-methylformamide              | oplosmiddel    |
| NMO       | N-methylmorfoline-N-oxide      | oxidator       |
| NMP       | N-methylpyrrolidon             | oplosmiddel    |

## P
| Afkorting | Stof                                        | Toepassing(en)    |
| --------- | ------------------------------------------- | ----------------- |
| PCC       | pyridiniumchlorochromaat                    | oxidator          |
| PDC       | pyridiniumdichromaat                        | oxidator          |
| PGME      | propyleenglycolmonomethylether              | oplosmiddel       |
| PGMEA     | propyleenglycolmonomethyletheracetaat       | oplosmiddel       |
| PGTBE     | 1-tert-butoxypropan-2-ol                    | oplosmiddel       |
| phen      | 1,10-fenantroline                           | ligand            |
| PIFA      | [bis(trifluoroacetoxy)jood]benzeen          | oxidator          |
| PIPES     | piperazine-N,N'-bis(2-ethaansulfonzuur)     | buffer            |
| PMDTA     | N,N,N',N",N"-pentamethyldi-ethyleentriamine | base, ligand      |
| PMHS      | polymethylhydrosiloxaan                     | reductor          |
| PMP       | 1,2,2,6,6-pentamethylpiperidine             | base              |
| PPA       | polyfosforzuur                              | anorganisch zuur  |
| PPTS      | pyridinium-p-toluenesulfonaat               | organisch zuur    |
| PSSA      | polystyreensulfonzuur                       | organisch zuur    |
| PTAD      | N-fenyl-1,2,4-triazolinedion                | reagens           |
| PTSA      | p-tolueensulfonzuur                         | organisch zuur    |
| p-TsCl    | p-tolueensulfonylchloride                   | reagens           |
| py        | pyridine                                    | base, oplosmiddel |

## R
| Afkorting | Stof                           | Toepassing(en) |
| --------- | ------------------------------ | -------------- |
| RDX       | cyclotrimethyleentrinitroamine | explosief      |

## S
| Afkorting | Stof                                   | Toepassing(en)           |
| --------- | -------------------------------------- | ------------------------ |
| sBuLi     | s-butyllithium                         | Base                     |
| SDS       | natriumdodecylsulfaat                  | oppervlakte-actieve stof |
| SEMCl     | (2-trimethylsilyl)ethoxymethylchloride | alkylerend reagens       |
| Sia2BH    | bis(1,2-dimethylpropyl)boraan          | reductor                 |

## T
| Afkorting | Stof                                                            | Toepassing(en)                      |
| --------- | --------------------------------------------------------------- | ----------------------------------- |
| TAPSO     | 3-[N-tris(hydroxymethyl)methylamino]-2-hydroxypropaansulfonzuur | buffer                              |
| TASF      | tris(dimethylamino)sulfoniumdifluortrimethylsilicaat            | reagens                             |
| TATP      | acetonperoxide (triacetontriperoxide)                           | explosief                           |
| TBA       | tributylamine                                                   | base, oplosmiddel                   |
| TBAF      | tetra-n-butylammoniumfluoride                                   | reagens                             |
| TBAI      | tetra-n-butylammoniumjodide                                     | reagens                             |
| TBAS      | tetra-n-butylammoniumwaterstofsulfaat                           | reagens                             |
| TBDMSCl   | tert-butyldimethylchloorsilaan                                  | silyleringsreagens                  |
| TBDPSCl   | tert-butyldifenylchloorsilaan                                   | silyleringsreagens                  |
| TBHP      | tert-butylhydroperoxide                                         | oxidator                            |
| TBP       | tributylfosfaat                                                 | oplosmiddel                         |
| TBTA      | tris(benzyltriazolylmethyl)amine                                | ligand                              |
| tBuLi     | tert-butyllithium                                               | base                                |
| TCA       | trichloorazijnzuur                                              | organisch zuur                      |
| TCNE      | tetracyano-etheen                                               | oxidator                            |
| TCNQ      | tetracyanochinodimethaan                                        | oxidator                            |
| TEA       | tri-ethylamine                                                  | base, oplosmiddel                   |
| TEDA      | tri-ethyleendiamine                                             | base, ligand                        |
| TEHP      | tris(2-ethylhexyl)fosfaat                                       | oplosmiddel                         |
| TEMPO     | 2,2,6,6-tetramethylpiperidinyloxyl                              | oxidator                            |
| TEP       | tri-ethylfosfaat                                                | oplosmiddel                         |
| TESCl     | tri-ethylchloorsilaan                                           | silyleringsreagens                  |
| TETA      | tri-ethyleentetramine                                           | base, ligand                        |
| TFA       | trifluorazijnzuur                                               | organisch zuur                      |
| TFMTMS    | trifluormethyltrimethylsilaan                                   | reagens                             |
| TfOH      | trifluormethaansulfonzuur                                       | organisch zuur                      |
| THF       | tetrahydrofuraan                                                | oplosmiddel                         |
| THP       | tetrahydropyraan                                                | reagens                             |
| TIPSCl    | tri-isopropylchloorsilaan                                       | silyleringsreagens                  |
| TMAD      | tetramethylazodicarboxamide                                     | oxidator                            |
| TMAH      | tetramethylammoniumhydroxide                                    | base                                |
| TMEDA     | tetramethylethyleendiamine                                      | base, ligand                        |
| TMCS      | trimethylchloorsilaan                                           | reagens                             |
| TMP       | 2,2,6,6-tetramethylpiperidine                                   | base                                |
| TMP       | trimethylfosfaat                                                | oplosmiddel                         |
| TMS       | tetramethylsilaan                                               | referentiestof in NMR-spectroscopie |
| TMSCl     | trimethylchloorsilaan                                           | silyleringsreagens                  |
| TMSI      | trimethyljoodsilaan                                             | reagens                             |
| TMSOTf    | trimethylsilyltriflaat                                          | silyleringsreagens                  |
| TOSMIC    | tosylmethylisocyanide                                           | reagens                             |
| TPAP      | tetra-n-propylammoniumperruthenaat                              | oxidator                            |
| trien     | Tri-ethyleentetramine                                           | ligand                              |
| Tris      | tromethamine (tris(hydroxymethyl)aminomethaan)                  | buffer                              |